# Alejandra Kindelán
Alejandra Kindelán Oteyza (Caracas, 12 de septiembre de 1971) es una economista y ejecutiva del sector bancario español.

## Trayectoria
Nacida en Caracas, ha vivido en Reino Unido y Estados Unidos. Es licenciada en economía y ciencias políticas por el Wellesley College de Massachusetts y cuenta con estudios de postgrado en el IESE Business School (Madrid) e INSEAD (Fontainebleau).
Comenzó su carrera como consultora en el Banco Mundial en Washington. Más tarde se incorporó al departamento de estudios del Banco Central Hispano en 1994, que posteriormente se fusionó con el Banco Santander. Desde 2001 era la responsable del servicio de estudios y asuntos públicos del Banco de Santander. Ha sido consejera de Santander Argentina y en 2022 es consejera de Santander Consumer Finance.
En febrero de 2022 fue elegida por los cinco principales bancos (Santander, BBVA, Sabadell, Bankinter y Deutsche Bank) de la Asociación Española de Banca como candidata a la presidencia de la patronal para sustituir a José María Roldán quien tras ocho años al frente de la organización renunció a un tercer mandato. La candidatura se impuso a Francisco Uría, socio de la consultora KPMG. El nombramiento fue aprobado el 5 de abril de 2022. Kindelán se convirtió en la quinta presidenta de esta patronal y la primera mujer, tras Rafael Termes, José Luis Leal, Miguel Martín y José María Roldán.
El 21 de diciembre de 2022, la Junta Directiva de la Confederación Española de Organizaciones Empresariales (CEOE) —principal asociación patronal del país— acordó su designación como vicepresidenta de la organización.